# ジャパンカップウィーク
ジャパンカップウィーク（Japan Cup week）とは日本の中央競馬における国際競走のジャパンカップ（かつては2014年からチャンピオンズカップに名称変更したジャパンカップダートも同日開催されていた）の開催週を示す国際競走デーである。通称「JCウィーク」。
日本中央競馬会（JRA）が東京競馬場の5回東京8日開催と阪神競馬場の5回阪神2日開催のメイン競走であるジャパンカップ・ジャパンカップダートを盛り上げるため、全国の競馬場やウインズ・Gate J.などでジャパンカップウィークイベントと題して様々なイベントが催しされた。
2008年よりジャパンカップダートが開催地を阪神競馬場に移し1週遅れとなり、この2競走に加えてエリザベス女王杯、マイルチャンピオンシップ、及びワールドスーパージョッキーズシリーズ（WSJS）を含めたジャパン・オータムインターナショナルとして開催されている。
2010年はジャパンカップが30回目となるため、それを盛り上げるということでワールドスーパージョッキーズシリーズがジャパンカップ開催週の東京競馬場で開催される。

## 施行される国際競走
| 開催名     | 競走名         | 競走格 | 出走条件 | 施行コース | 総賞金額     |
| ---------- | -------------- | ------ | -------- | ---------- | ------------ |
| 5回東京8日 | ジャパンカップ | GI     | 3歳以上  | 芝2400m    | 9億5,500万円 |

## 変則開催
2004年は日本中央競馬会（JRA）の創立50周年企画｢JRAゴールデンジュビリーデー｣として11月28日にジャパンカップとジャパンカップダートが同日開催された。中央競馬で同日に同競馬場でGI競走が複数開催されるのは史上初めての事であった。
ただし入場人数は前年よりも45%増加したものの馬券の売り上げ額は全体で12.8%増加にとどまりジャパンカップの売り上げは8.3%減少するなど興行面での効果は必ずしも芳しくなかったため、JRAは「再び開催する環境にはない」と再度の同日開催には消極的な見解をとっている。

## エピソード
デザーモのゴール板誤認事件
第13回ジャパンカップで最後の直線で逃げるレガシーワールドに対し猛追するコタシャーン。しかし、コタシャーンに騎乗していたケント・デザーモは残り100mのハロン棒をゴール板と見間違え、追うのをやめた。デザーモはすぐにミスに気づき追い始めたが時遅し、レガシーワールドの2着に終わった。この後、全国の競馬場でも100mのハロン棒は完全撤去され、代わりに内ラチに「100」と書かれた（100mのハロン棒は1990年代前半に各競馬場で設置）。
ジャパンカップダート・ジャパンカップを連勝
2002年に開かれたジャパンカップウィークでランフランコ・デットーリは初日のジャパンカップダートでイーグルカフェ、そして2日目のジャパンカップでファルブラヴに騎乗。両競走で1着となり、初の「ジャパンカップダート・ジャパンカップ連勝」の偉業を達成した。なお、この年は中山競馬場での代替開催だったため通常開催場である東京競馬場では達成されなかった。
1位入線するものの降着
第30回ジャパンカップでブエナビスタが1位入線したものの最後の直線で急に内側に斜行し、ローズキングダムの進路を妨害したことから2着に降着となった。これにより、ローズキングダムが繰り上がりで優勝となった。